# Sound of Freedom (canción)
«Sound of Freedom» es una canción del DJ y productor francés Bob Sinclar, en coproducción con el músico francés Cutee B. Cuenta con la colaboración en las voces de Gary Pine y Dollarman. Se lanzó el 9 de abril de 2007 como el sencillo principal del álbum recopilatorio Soundz of Freedom. Contiene una interpolación del estribillo de la canción «Everybody's Free (To Feel Good)» de Rozalla.
Ingresó en los primeros veinte puestos de las listas de Francia, Italia, Bélgica, Países Bajos y el Reino Unido. Mientras que en Estados Unidos, lideró la lista del Billboard Hot Dance Club Play convirtiéndose en el cuarto número uno de Bob Sinclar en esa lista. 

## Video musical
El vídeo musical fue dirigido por Denis Thybaud, quien también dirigió otros vídeos para Bob Sinclar. Está rodado en Jamaica y muestra varias escenas de personas divirtiéndose en diferentes entornos, como una fiesta en la playa, un desfile callejero, una discoteca, una fiesta en la piscina y un concierto. Hace su aparición una vez más desde los videos musicales de Sinclar del 2005, David Beaudoin, quien llega en bicicleta para viajar con los demás niños en un autobús. También cuenta con las apariciones especiales de Gary Pine y Dollarman, así como de algunos bailarines y músicos locales. El vídeo refleja lo que intenta expresar la letra de la canción, que es celebrar la vida y la libertad a través de la música y el baile.

## Lista de canciones
| Maxisencillo |                                          |          |  |
| N.º          | Título                                   | Duración |  |
| 1.           | «Sound of Freedom» (Radio Edit)          | 3:17     |  |
| 2.           | «Sound of Freedom» (Original Club Mix)   | 4:58     |  |
| 3.           | «Sound of Freedom» (Kurd Maverick Remix) | 6:49     |  |

| Vinilo en 12" |                                               |          |  |
| N.º           | Título                                        | Duración |  |
| 1.            | «Sound of Freedom» (Original Club Mix)        | 5:00     |  |
| 2.            | «Sound of Freedom» (Ranny's Electropop Remix) | 7:13     |  |

## Créditos y personal
Créditos adaptados de las notas del sencillo.
- RCF 1 – arte de tapa
- Linda Lee Hopkins y Moïra Conrath – coros
- Frédéric Poulet (Cutee B) – ingeniero de mezclas
- Tom "Tom" Naïm* – guitarra
- Dollarman y Gary Pine – voces principales
- Bob Sinclar y Cutee B – producción

## Posicionamiento en listas
| Lista (2007)                            | Mejor posición |
| --------------------------------------- | -------------- |
| Alemania (Offizielle Deutsche Charts)   | 44             |
| Australia (ARIA)                        | 22             |
| Austria (Ö3 Austria Top 40)             | 39             |
| Bélgica (Flandes) (Ultratop 50)         | 9              |
| Bélgica (Valonia) (Ultratop 50)         | 16             |
| Canadá (CHR/Top 40)                     | 41             |
| CEI (Tophit)                            | 45             |
| República Checa (Rádio Top 100)         | 13             |
| Dinamarca (Tracklisten)                 | 8              |
| Escocia (Scottish Singles Sales Chart)  | 11             |
| Eslovaquia (Rádio Top 100)              | 12             |
| Estados Unidos (Hot Dance Club Songs)   | 1              |
| Estados Unidos (Dance/Mix Show Airplay) | 13             |
| Eurochart Hot 100                       | 17             |
| Finlandia (OFC)                         | 2              |
| Francia (SNEP)                          | 6              |
| Hungría (Rádiós Top 40)                 | 6              |
| Hungría (Single Top 40)                 | 2              |
| Irlanda (IRMA)                          | 29             |
| Italia (FIMI)                           | 7              |
| Países Bajos (Dutch Top 40)             | 11             |
| Reino Unido (UK Singles Chart)          | 14             |
| Reino Unido (UK Dance Chart)            | 2              |
| Rusia (TopHit Airplay)                  | 30             |
| Suecia (Sverigetopplistan)              | 52             |
| Suiza (Schweizer Hitparade)             | 31             |

| Región         | Lista (2007)      | Mejor posición |
| -------------- | ----------------- | -------------- |
| Bélgica        | Ultratip flamenca | 45             |
| Bélgica        | Ultratip valona   | 66             |
| CEI            | TopHit            | 125            |
| Estados Unidos | Dance Club Songs  | 22             |
| Francia        | SNEP              | 73             |
| Hungría        | MAHASZ            | 23             |
| Rusia          | TopHit Airplay    | 123            |

#### Sucesión en listas
| Anterior: «Stranger» de Hilary Duff | Hot Dance Club Play — Sencillo Nro 1 25 de agosto de 2007 — 31 de agosto de 2007 | Siguiente: «Like This» de Kelly Rowland con Eve |